# Zygethopolys nothus
Zygethopolys nothus är en mångfotingart som beskrevs av Chamberlin 1925. Zygethopolys nothus ingår i släktet Zygethopolys och familjen stenkrypare. Inga underarter finns listade i Catalogue of Life.